# As Sete Vampiras
As Sete Vampiras és una pel·lícula brasilera de 1986, del gènere comèdia, dirigida per Ivan Cardoso. La pel·lícula compta amb la participació de la banda João Penca & Seu Miquinhos Amestrados, Dedé Santana i el còmic Tião Macalé fan petites aparicions.

## Sinopsi
Després de veure el seu marit devorat per una planta carnívora, la professora de dansa Sílvia s'aïlla de tothom a la seva casa de camp. Només està convençuda de deixar el seu retir quan un vell amic la convida a treballar en una discoteca, i s'ofereix a muntar un ballet titulat "As Sete Vampiras", però l'èxit de l'espectacle és interromput per estranys assassinats.

## Repartiment
- Nicole Puzzi.... Sílvia Rossi
- Nuno Leal Maia.... detetive Raimundo Marlou
- Andréa Beltrão.... Maria
- Simone Carvalho.... Ivete
- Leo Jaime.... Bob Rider
- Colé Santana.... inspetor Pacheco
- Ariel Coelho.... Frederico Rossi
- Zezé Macedo.... Rina
- Ivon Cury.... Barão Von Pal
- Bené Nunes.... chefe de polícia
- Wilson Grey.... Fu Manchu
- Felipe Falcão...porteiro
- Suzana Mattos.... Clarice
- Daniele Daumerie...ballarina vampira[3]
- Alvamar Taddei.... Vampirete Jane
- Dedina Bernardelli...bailarina vampira
- Pedro Cardoso.... Pedro
- Lucélia Santos.... Elisa Machado (participação especial)
- Carlo Mossy...Luís (participação especial)
- John Herbert.... Rogério (participação especial)
- Tânia Boscoli...bailarina vampira(participação especial)
- Tião Macalé...conferente do porto
- Dedé Santana.... faxineiro
- Neusinha Brizola...no público da boate

## Premis
Festival de Gramado
- Premi Especial del Jurat a la millor actriu, per Zezé Macedo;
- Millor Escenografia, per Oscar Ramos;
- Premi Edgar Brasil de Fotografia, per a Carlos Egberto Silveira.

Rio-Cine Festival
- Millor pel·lícula
- Millor actriu secundària, per Andréa Beltrão
- Menció d'Honor a la Fotografia, per a Carlos Egberto Silveira; Muntatge, per a Gilberto Santeiro; i Direcció d'Art, per a Oscar Ramos.